# Псковские губернские ведомости
Псковские губернские ведомости — издание Псковской губернии (1838—1917). Издавались в городе Псков в типографии губернского правления.

## История
Созданы по указу Императора Николая I в 1838 году, среди прочих губернских газет. Первый номер вышел в свет 5/17 января 1838 года — 30 декабря 1917 года.

## Структура
Газета делилась на две части:
- 1. Официальная часть — для печатания общегосударственных и губернских актов Российской Империи во всенародное известие.
- 2. Неофициальная часть/добавления, с 1845 года — заметки, сообщения, публикации материалов Псковской археографической комиссии. Краеведение.

По содержанию газеты есть два указателя: (1838—1869)/сост. К. Т. Евгентьев и (1870—1875)/сост. Вл. А. Буцевич.